# Тоґо (фільм)
Тоґо — американський драматичний фільм 2019 року, що вийшов на стримінговому сервісі Disney+. Події стрічки розгортаються навколо великої гонки милосердя 1925 року. В центрі сюжету опиняється каюр Леонард Сеппала, якому належить врятувати місто Ном від епідемії, вирушивши у небезпечну подорож по ліки разом з сибірським хаскі на прізвисько Тоґо.
Режисером фільму виступив Еріксон Кор, продюсер — Кім Зубіе, автор сценарію — Том Флін. В ролях: Віллем Дефо, Джуліанна Ніколсон, Крістофер Геєрдал, Майкл Гестон, Майкл Мак-Елхеттон, Джеймі МакШейн, Майкл Грейеес, Шон Бенсон та інші. Прем'єра фільму відбулась 20 грудня 2019 року.

## У ролях
- Віллем Дафо — Леонард Сеппала
- Дизель — Тоґо
- Джуліанн Ніколсон — Констанція Сеппала
- Крістофер Геєрдал — мер Джордж Мейнер
- Річард Дормер — доктор Кертіс Велч
- Адріан Дорвал — Білл Кларк
- Мадлін Вікінс — Саллі Бурдетт
- Майкл Грейєс — Амітук
- Найв Нільсен — Атікталік
- Микола Ніколаєв  — Ден Мерфі
- Торбьорн Харр — Чарлі Олсен
- Кетрін Макгрегор — Сара Фолі
- Майкл МакЕлхаттон — Джафет Ліндеберг
- Пол П'ясковський — Макс Адамс
- Майкл Гастон — Джо Декстер
- Шон Бенсон — Гуннар Каасен
- Джеймі МакШейн — Скотті Аллан
- Зак МакКларнон — Тулімака
- Брендон Оукс — Генрі Іванофф
- Стівен Маккарті — Дев Бердетт

## Відгуки
На агрегаторі рецензій Rotten Tomatoes фільм має рейтинг схвалення 95 % та середній рейтинг 7,54 / 10, на основі 22 рецензій. У Metacritic фільм має середньозважену оцінку 71 із 100, спираючись на 7 відгуків з загальним результатом «загалом сприятливі відгуки».